# Тамада

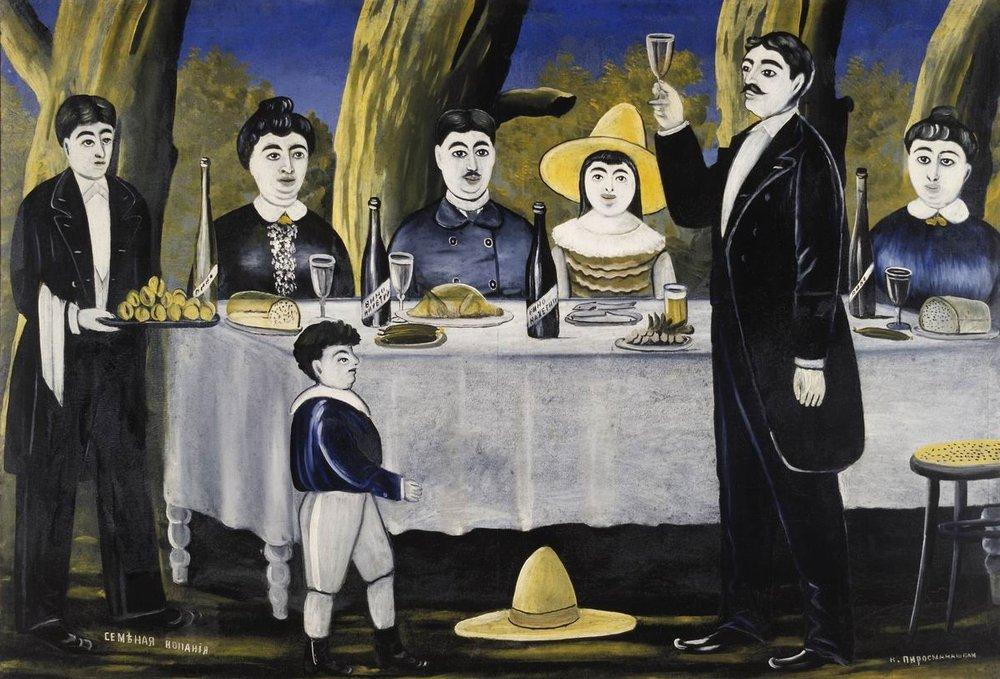
Картина Ніко Піросмані, що зображує тамаду.

Тамада (груз. თამადა) — розпорядник бенкету, масового заходу, у вужчому значенні — ведучий весільної церемонії.
Через унікальність своєї ролі на святі, тамада змушений брати на себе функції розпорядника, господаря. Батьки молодих звертаються до його послуг уже на початковому етапі підготовки до весілля. Він узгоджує свою роботу з кухнею, з музикантами, запрошеними виконавцями, салютом і т. д. Коригує програму свята відповідно до побажання замовника.
Тамада, як правило, обирається (часом наймається) організаторами або учасниками заходу. В обов'язки тамади входить встановлення порядку промов і тостів, організація й контроль виступів артистів, але робота сучасного тамади цим не обмежується. В Україні тамада розважає учасників свята, використовуючи будь-які свої таланти: спів, танці, фокуси, клоунада, сценічні мініатюри та інше. В різних регіонах України тамада в програму свята вносить різноманітні обряди і традиції, властиві цим краям. Тамада, як правило, не вживає спиртні напої, або вживає їх у набагато меншій кількості, ніж гості. Часто в ролі тамади на святах виступають популярні особистості.
Досить часто можна почути думку про те, що тамада повинен смішити гостей. Це не зовсім так. Навряд чи комусь буде цікаво протягом цілого свята слухати анекдоти чи гуморески, навіть дуже цікаві. Тамада повинен розважати: вітати молодят, їхніх батьків, гостей, проводити конкурси за столом і на танцювальному майданчику, проводити обрядові дійства тощо.
У багатьох країнах світу були подібні традиції: наприклад, у Стародавній Греції розпорядник бенкету-симпосію називався симпосіарх, а розпорядник бенкету в триклінії — архітриклін (грец. αρχιτρίκλινος).
У даний момент (2015) вельми поширені лише на Кавказі і особливо в Грузії, звідки свого часу, за часів СРСР, ця традиція розповсюдилася в інших республіках, в тому числі і в Україні.